# 국제 조정 연맹
국제 조정 연맹(International Rowing Federation)은 조정을 관할하는 국제 스포츠 연맹이다.